# Leon Black
Pour les articles homonymes, voir Black.
Leon David Black (né en 1951) est un investisseur américain et collectionneur d'art.
Il détient une fortune estimée à plus de 8 milliards de dollars en 2020.

## Parcours
Spécialisé dans les rachats à effet de levier et le private equity, Leon Black a fondé la société de capital-investissement Apollo Global Management en 1990. La société achète à bas prix des sociétés en difficulté, puis leur impose des mesures drastiques d’austérité, avant de les revendre, réalisant un gros profit dans l'opération.
Il est président du Museum of Modern Art. 
Il est cité à comparaître devant le tribunal des îles Vierges pour ses liens avec le pédocriminel Jeffrey Epstein. Ce dernier avait été l’un des premiers mandataires de la Fondation Debra and Leon Black Family, fondée en 1997, et a toujours continué de procurer à Leon Black des conseils en stratégie fiscale et immobilière, malgré sa condamnation en 2008 pour incitation à la prostitution de mineures. 
Leon Black annonce en janvier 2021 se retirer de ses fonctions de directeur général d’Apollo Global Management d’ici le 31 juillet 2021 à la suite de la parution d’un rapport affirmant qu’il entretenait des liens d’affaires avec Jeffrey Epstein.  

### Collectionneur d'art

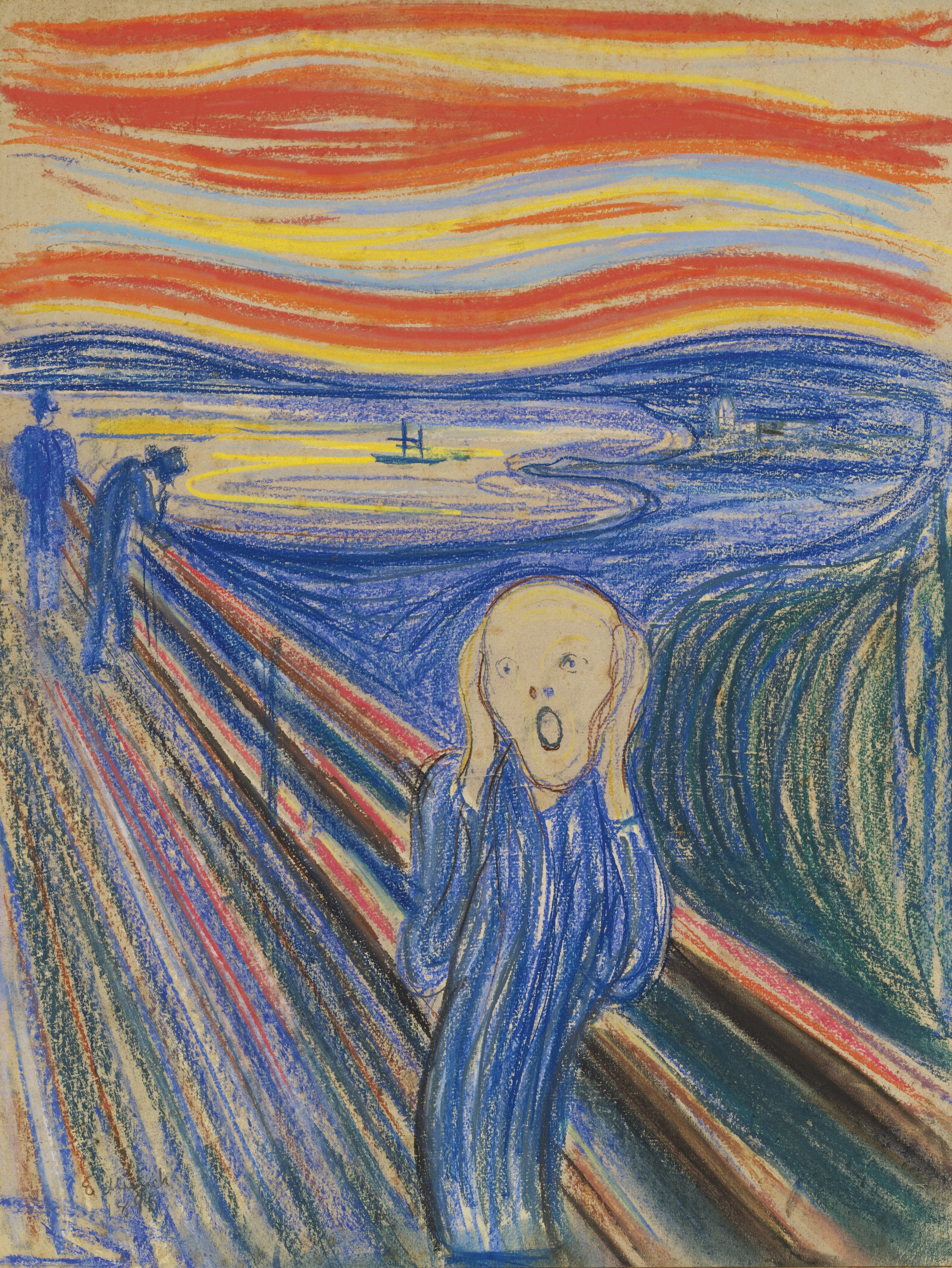
Le Cri d'Edvard Munch.

Deux mois après l'achat anonyme en mai 2012 de l'une des quatre versions de l'œuvre Le Cri d'Edvard Munch, The Wall Street Journal rapporte que Black a payé 119,9 millions de dollars pour le pastel, le prix le plus élevé jamais payé pour une œuvre de art aux enchères à cette époque. En septembre 2012, le Museum of Modern Art annonce que la peinture sera visible pendant une période de six mois à partir d'octobre. 
En juin 2013, il est révélé que Leon Black a acheté Tête d'un jeune apôtre, une œuvre de Raphaël pour 29 millions de livres sterling après une guerre d'enchères à quatre. 
Le 22 décembre 2015, il achète aux enchères un ensemble complet du Talmud de Babylone de Daniel Bomberg pour 9,3 millions de dollars. Selon un communiqué de presse de la maison de vente Sotheby's, la vente est « un nouveau record mondial d'enchères pour n'importe quelle pièce de Judaica ». 
En juin 2016, un procès pour la sculpture Buste de femme (Marie-Thérèse) de Picasso opposant le cabinet de conseil Pelham Europe et le propriétaire de la galerie d'art Larry Gagosian est réglé. Pelham Europe, agent d'un membre de la famille royale du Qatar, et Gagosian, qui avait revendu le buste à Leon Black, avaient tous deux revendiqué la propriété de l'œuvre. L'affaire est réglée par Maya Widmaier-Picasso, propriétaire de la sculpture. Le règlement du litige conclut que Leon Black obtient la sculpture et que Widmaier-Picasso paye à Pelham un montant non divulgué.